# Cloud City (Aalborg)
|  | Denne artikel beskriver en fremtidig begivenhed Denne artikel eller sektion handler om planlagt eller forventet fremtidig begivenhed. Der kan forekomme spekulativ information, og indholdet kan ændres dramatisk når begivenheden nærmer sig og mere information bliver tilgængelig. |

Cloud City, Aalborg er en skulptur af den Berlinbaserede, argentinskfødte kunstner Tomás Saraceno. Den 30 meter høje skulptur skal opføres i forbindelse med et nyt kunstcenter på det fredede industriområde i Aalborg, hvor De Danske Spritfabrikker engang havde produktion. Værket består af 68 dodekaeder (tolv femkantede sideflader, med tre der mødes ved hvert hjørne) hver med en diameter på 4,5 meter, og vil blive 30 m. højt, 44 m. langt og 27 m. bredt. Det er anslået at ville koste 150 mio. kr., hvoraf Det Obelske Familiefond har bevilget 50 mio. kr.
Fra øverste etage i kunstcenteret skal man kunne komme ud i skulpturen.